# Miechów
Pour les articles homonymes, voir Miechów (homonymie).
Miechów est une ville polonaise située dans la voïvodie de Petite-Pologne. Elle est le chef-lieu du powiat de Miechów et de la commune mixte urbaine et rurale de Miechów (pl).

## Économie
L'économie de la localité repose largement sur l'agro-alimentaire et l'approvisionnement de l'agglomération de Cracovie.

## Histoire

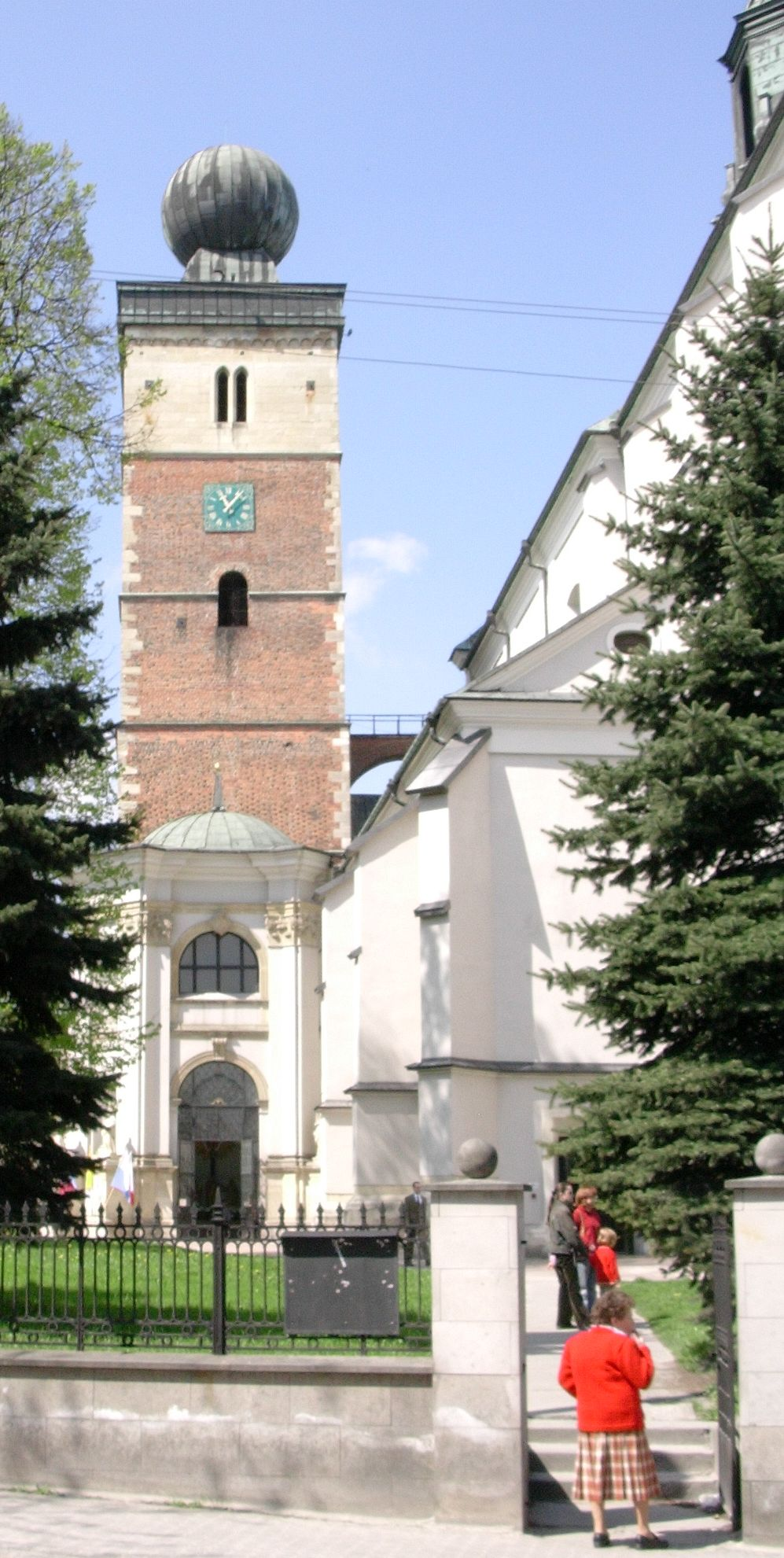
La basilique mineure du Saint-Sépulcre de Miechów

Miechów a obtenu les franchises communales de ville en 1290.
L'un des personnages historiques importants originaires de la ville est Maciej de Miechów (en), médecin, chanoine, astrologue et recteur de l'Université Jagellonne de Cracovie.
Dans les années 1815-1832, la ville était le chef-lieu de la partie russe de la voïvodie de Cracovie, transféré ultérieurement à Kielce. Durant la période des partages, elle abritait en tant que ville-frontière de l'empire russe des casernes de l'armée tsariste.

## Monuments
Monastère du Saint-Sépulcre
L’histoire du couvent et de l’église de l’Ordre du Saint-Sépulcre de Miechów remonte au XIVe siècle. Des moines de l’ordre du Saint-Sépulcre sont arrivés à Miechów à l’invitation du chevalier Jaksa Gryfita en 1163. Ils ont inauguré la tradition de monter et de visiter des représentations du Saint-Sépulcre pendant la Semaine-Sainte. La chapelle du Saint-Sépulcre de Miechów a été mise en place au XVIe siècle. Elle constitue une représentation du Saint-Sépulcre de Jérusalem. 

## Jumelages
- Herve (Belgique)
- Volotchysk (Ukraine)